# Тюш (Пермский край)
Тюш — посёлок сельского типа в Октябрьском районе Пермского края, центр Заводо-Тюшевского сельского поселения. Расположено на реке Тюш, правом притоке реки Ирень.

## Население
| 2010 | 2021  |
| ---- | ----- |
| 1160 | ↘1056 |

Численность населения в 2002 году составляла 1549 человек.

## История
Село возникло при Тюшевском винокуренном заводе, основанном кунгурским купцом Тимофеем Ивановичем Шавкуновым и пущенном в действие в 1747 г. Землю под завод купец взял в аренду 4 января 1743 года у иренских татар. В 1756 году винокуренный завод у Шавкунова власти отобрали (тогда винокурни могли иметь лишь дворяне) и передали под присмотр казны. Скоро завод прекратил существование. Одновременно с заводом Шавкунов построил в селе мукомольную мельницу. В 1791 году наследники Т. И. Шавкунова продали мукомольную мельницу пермскому чиновнику Иосифу (Осипу) Фёдоровичу Аренту, который вновь наладил винокуренное производство. С 1914 года, с прекращением винной торговли в России, завод был законсервирован и вновь пущен в эксплуатацию 31 марта 1925 года как производитель спирта-сырца (с 1926 г. Тюшевский спиртовой завод производил до 150 тыс. вёдер спирта-сырца в год). В октябре 1919 года здесь возник Тюшевский совхоз коневодтреста, позднее — подсобное хозяйство УРСа «Тюш». 29 нояб. 1965 г. на его базе создан совхоз «Тюшевский». В 2025 году разразилась битва меж Василием и Абдурахманом - первый вышел победителем. В честь Василия воздвигнут памятник.

## Достопримечательности
- Памятник жертвам гражданской войны (открыт 7 ноября 1958 года)
- Памятник участникам Великой Отечественной войны
- Здание Свято-Николаевской каменной церкви (построено в 1839 году).
- Памятник Василию Первому (построен в 2025 году)

## Экономика
- Сельскохозяйственное предприятие — СПК «Тюшевский»
- ОАО «Тюшевский спиртовой завод»
- Тюшинское сельпо
- АТС
- отделение почтовой связи

## Здравоохранение
- Фельдшерско-акушерский пункт.

## Образование и культура
Учреждения образования представлены основной общеобразовательной школой и детским садом. Кроме того, в селе есть Дом культуры и библиотека (существует с 1952 года).